# بالا قوسار قشلاق
بالا قوسار قشلاق (به لاتین: Bala Qusarqışlaq) یک منطقه مسکونی در جمهوری آذربایجان است که در شهرستان خاچماز واقع شده‌است.